# 孫淡寧
孫淡寧（1922年12月23日—2016年12月21日），筆名農婦，另有筆名張昭明、紫箋等。祖籍湖南長沙，在上海成長，1942年畢業於復旦大學新聞系。孫淡寧曾經參加抗戰，並且在抗戰中負傷。
孫淡寧於1950年移居香港，1964年，那時她在《新民報》主編青年版《新聲》，後來新民報倒閉，1964創辦《新聲》雜誌。《新聲》結束後，孫在1967年起先後任《明報月刊》、《明報》、《明報周刊》編輯，並執教於香港浸會大學新聞系，同時在1970年代到1980年代兼當專欄作家。後來由於香港前途問題，於1982年移居美國馬里蘭州。1998年榮獲中國文藝協會頒發的中國文藝獎章海外文藝獎。

## 著作
- 《鋤頭集》
- 《水車集》
- 《犁耙集》
- 《草鞋集》
- 《漁鼓歌》
- 《水泡泡》
- 《猴把戲》
- 《西風寄語》
- 《月亮與鐘聲》
- 《狂濤》
- 《揉和著書香的浪漫》
- 《農婦在江湖》